# Ù
Ù bruges på flere sprog til at udtrykke en særlig udtalelse af U, eller til at differentiere homofoner.

## Fransk
Anvendes kun i ordet où (hvor) til at differentiere det fra ou (eller).

## Italiensk
Anvendes når et ord ender med -U og tager tryk. Eksempel: virtù (dyd)

## Kinesisk
Udtrykker et U med faldende tone i pinyin.

## Vietnamesisk
Udtrykker et U med faldende tone.